# Druhá vláda Josefa Korčáka
Druhá vláda Josefa Korčáka v rámci České socialistické republiky působila v období od 9. prosince 1971 do 4. listopadu 1976.

## Přehled členů vlády
- Josef Korčák – předseda vlády ČSR
- Ladislav Adamec – místopředseda vlády
- Štěpán Horník – místopředseda vlády
- Stanislav Rázl – místopředseda vlády, předseda České plánovací komise
- Leopold Lér – ministr financí
- Jaroslav Tlapák – ministr financí
- Emilian Hamerník – ministr práce a sociálních věcí
- Karel Löbl – ministr výstavby a techniky
- Josef Havlín – do 8. října 1975 ministr školství 
  - Milan Vondruška – od 8. října 1975 ministr školství
- Miloslav Brůžek – do 8. května 1973 ministr kultury 
  - Milan Klusák – od 8. května 1973 ministr kultury
- Jaroslav Prokopec – ministr zdravotnictví
- Jan Němec – ministr spravedlnosti
- Josef Jung – ministr vnitra
- Oldřich Svačina – ministr průmyslu
- František Šrámek – ministr stavebnictví
- Josef Nágr – do 15. září 1976 ministr zemědělství a výživy 
  - Miroslav Petřík – od 15. září 1976 ministr zemědělství a výživy
- Ladislav Hruzík – ministr lesního a vodního hospodářství
- Josef Trávníček – ministr obchodu
- Rostislav Petera – ministr bez portfeje
- Josef Machačka – předseda Výboru lidové kontroly 
  - Vlastimil Svoboda – od 3. listopadu 1972 předseda Výboru lidové kontroly